# Gaia BH1
Gaia BH1 (Gaia DR3 4373465352415301632) là một hệ đôi gồm một sao dãy chính loại G và một lỗ đen có khối lượng sao cách Trái Đất khoảng 1.560 năm ánh sáng (478 pc) trong chòm sao Xà Phu. Gaia BH1 được phát hiện vào năm 2022. Tính đến  năm 2022, lỗ đen trong hệ Gaia BH1 là lỗ đen gần Trái Đất nhất mà các nhà thiên văn học biết tới, kế đến là Gaia BH2 và A0620-00.

## Đặc điểm
Sao và lỗ đen trong hệ Gaia BH1 quay quanh nhau với chu kỳ 185,59 ngày và độ lệch tâm là 0,45. Cách Trái Đất khoảng 1.560 năm ánh sáng, vận tốc xuyên tâm của hệ đôi này là 23,03±2,63.
Là một sao dãy chính loại G, sao trong hệ Gaia BH1 có nhiều điểm tương đồng với Mặt Trời (sao giống Mặt Trời) với khối lượng khoảng 0,93 M☉, bán kính khoảng 0,99 R☉ và nhiệt độ hiệu dụng là 5.850 K (5.580 °C; 10.070 °F), cấp sao biểu kiến là 13,77. Độ kim loại ([Fe/H]) của ngôi sao này là −0,2±0,05 dex, gần giống với Mặt Trời.
Lỗ đen trong hệ Gaia BH1 có khối lượng khoảng 9,62 M☉. Với khối lượng này, bán kính Schwarzschild của lỗ đen trong hệ là 28 km (17 mi).

## Phát hiện
Gaia BH1 được phát hiện vào năm 2022 thông qua các quan sát trắc lượng học thiên thể của tàu vũ trụ Gaia và được xác nhận thêm thông qua phương pháp vận tốc xuyên tâm (radial velocity method). Nhóm nghiên cứu không tìm ra kịch bản vật lý thiên văn nào phù hợp giải thích chuyển động quan sát được của sao loại G này ngoài việc trong hệ có một lỗ đen. Hệ này khác với những "giả lỗ đen" ("black hole impostor") như LB-1 và HR 6819 ở việc bằng chứng về lỗ đen không dựa vào khối lượng của sao hay độ nghiêng quỹ đạo và không có bằng chứng về sự chuyển khối. Nhóm nghiên cứu cũng phát hiện một hệ thứ hai có thể có lỗ đen, điều này cũng được một nhóm các nhà thiên văn học khác báo cáo, và được xác nhận vào năm 2023 với định danh Gaia BH2.
Lỗ đen trong hệ Gaia BH1 cũng được phát hiện độc lập bởi nhóm nghiên cứu thứ hai. Các thông số theo nghiên cứu của nhóm hơi khác một chút.